# Campeonato Mundial de League of Legends de 2022
O Campeonato Mundial de League of Legends de 2022 foi um torneio de esporte eletrônico para o jogo de arena de batalha multijogador League of Legends. Foi a décima segunda edição do Campeonato Mundial de League of Legends, um torneio internacional anual organizado pela desenvolvedora do jogo, Riot Games. O torneio foi realizado de 29 de setembro a 5 de novembro na América do Norte. Vinte e quatro equipes de 11 regiões se classificaram para o torneio com base em sua colocação em circuitos regionais, como os da China, Europa, América do Norte, Coreia do Sul, Taiwan/Hong Kong/Macau/Sudeste Asiático, Brasil e Vietnã, com doze dessas equipes tendo para chegar ao evento principal através de uma fase de entrada. A equipe DRX da LCK (Coreia do Sul) venceu o torneio depois de derrotar a T1, da mesma liga, por 3–2 em 5 de novembro de 2022.
Em 29 de agosto, a Riot Games anunciou e revelou a nova Taça do Invocador que será concedida ao vencedor das finais. "Star Walkin" foi anunciada como a música tema do torneio, composta por Lil Nas X.

## Equipes classificadas
A China (LPL) e a Coreia do Sul (LCK) receberam uma vaga adicional, totalizando até quatro representantes cada uma para sua respectiva região.
Devido à invasão russa na Ucrânia, a CEI (LCL) não enviou seu representante este ano, sua vaga foi dada à Europa (LEC) devido ao seu forte desempenho nos últimos dois anos, fazendo com que a LEC tenha quatro representantes para a região.
| Região                                          | Liga                                            | Modo de classificação                           | Equipe                                          | ID                                              | Pote                                            |
| Começando na fase de grupos do evento principal | Começando na fase de grupos do evento principal | Começando na fase de grupos do evento principal | Começando na fase de grupos do evento principal | Começando na fase de grupos do evento principal | Começando na fase de grupos do evento principal |
| ----------------------------------------------- | ----------------------------------------------- | ----------------------------------------------- | ----------------------------------------------- | ----------------------------------------------- | ----------------------------------------------- |
| China                                           | LPL                                             | Campeão da LPL Summer de 2022                   | JD Gaming                                       | JDG                                             | 1                                               |
| China                                           | LPL                                             | Maior pontuação regional                        | Top Esports                                     | TES                                             | 2                                               |
| China                                           | LPL                                             | Campeão da LPL Regional Finals de 2022          | Edward Gaming                                   | EDG                                             | 3                                               |
| Coreia do Sul                                   | LCK                                             | Campeão da LCK Summer de 2022                   | Gen.G                                           | GEN                                             | 1                                               |
| Coreia do Sul                                   | LCK                                             | Maior pontuação regional                        | T1                                              | T1                                              | 2                                               |
| Coreia do Sul                                   | LCK                                             | Campeão da LCK Regional Finals de 2022          | DWG KIA                                         | DK                                              | 3                                               |
| Europa                                          | LEC                                             | Campeão da LEC Summer de 2022                   | Rogue                                           | RGE                                             | 1                                               |
| Europa                                          | LEC                                             | Vice-campeão da LEC Summer de 2022              | G2 Esports                                      | G2                                              | 2                                               |
| América do Norte                                | LCS                                             | Campeão da LCS Championship de 2022             | Cloud9                                          | C9                                              | 1                                               |
| América do Norte                                | LCS                                             | Vice-campeão da LCS Championship de 2022        | 100 Thieves                                     | 100                                             | 3                                               |
| TW/HK/MO/SEA                                    | PCS                                             | Campeão da PCS Summer de 2022                   | CTBC Flying Oyster                              | CFO                                             | 2                                               |
| Vietnã                                          | VCS                                             | Campeão da VCS Summer de 2022                   | GAM Esports                                     | GAM                                             | 3                                               |
| Começando na fase de entrada                    |                                                 |                                                 |                                                 |                                                 |                                                 |
| China                                           | LPL                                             | Vice-campeão da LPL Regional Finals de 2022     | Royal Never Give Up                             | RNG                                             | 1                                               |
| Coreia do Sul                                   | LCK                                             | Vice-campeão da LCK Regional Finals de 2022     | DRX                                             | DRX                                             | 1                                               |
| Europa                                          | LEC                                             | 3º colocado da LEC Summer de 2022               | Fnatic                                          | FNC                                             | 1                                               |
| Europa                                          | LEC                                             | 4º colocado da LEC Summer de 2022               | MAD Lions                                       | MAD                                             | 2                                               |
| América do Norte                                | LCS                                             | 3º colocado da LCS Championship de 2022         | Evil Geniuses                                   | EG                                              | 2                                               |
| TW/HK/MO/SEA                                    | PCS                                             | Vice-campeão da PCS Summer de 2022              | Beyond Gaming                                   | BYG                                             | 1                                               |
| Vietnã                                          | VCS                                             | Vice-campeão da VCS Summer de 2022              | Saigon Buffalo                                  | SGB                                             | 2                                               |
| América Latina                                  | LLA                                             | Campeão da LLA Clausura de 2022                 | Isurus                                          | ISG                                             | 3                                               |
| Brasil                                          | CBLOL                                           | Campeão do CBLOL Segunda Etapa de 2022          | LOUD                                            | LLL                                             | 3                                               |
| Japão                                           | LJL                                             | Campeão da LJL Summer de 2022                   | Detonation FocusMe                              | DFM                                             | 2                                               |
| Oceania                                         | LCO                                             | Campeão da LCO Split 2 de 2022                  | The Chiefs                                      | CHF                                             | 3                                               |
| Turquia                                         | TCL                                             | Campeão da TCL Summer de 2022                   | İstanbul Wildcats                               | IW                                              | 3                                               |

### Escalações
Jogador que não jogou nenhuma partida.
| Equipe                           | Jogadores   | Jogadores   | Jogadores   | Jogadores   | Jogadores   | Técnico      |
| Equipe                           | Topo        | Selva       | Meio        | Atirador    | Suporte     | Técnico      |
| China (LPL)                      | China (LPL) | China (LPL) | China (LPL) | China (LPL) | China (LPL) | China (LPL)  |
| -------------------------------- | ----------- | ----------- | ----------- | ----------- | ----------- | ------------ |
| JD Gaming                        | 369         | Kanavi      | Yagao       | Hope        | Missing     | Homme        |
| JD Gaming                        | 369         | Kanavi      | Yimeng      | Hope        | Missing     | Jiasu        |
| Top Esports                      | Wayward     | Tian        | knight      | JackeyLove  | Mark        | Crescent     |
| Top Esports                      | Qingtian    | Tian        | knight      | JackeyLove  | Mark        | byg97        |
| Edward Gaming                    | Flandre     | Jiejie      | Scout       | Viper       | Meiko       | Maokai       |
| Edward Gaming                    | Flandre     | JunJia      | Scout       | Viper       | Meiko       | Maokai       |
| Royal Never Give Up              | Breathe     | Wei         | Xiaohu      | GALA        | Ming        | KenZhu       |
| Royal Never Give Up              | Breathe     | Wei         | Xiaohu      | GALA        | Bunny       | KenZhu       |
| Coreia do Sul (LCK)              |             |             |             |             |             |              |
| Gen.G                            | Doran       | Peanut      | Chovy       | Ruler       | Lehends     | Score        |
| Gen.G                            | Doran       | YoungJae    | Chovy       | Ruler       | Lehends     | Score        |
| T1                               | Zeus        | Oner        | Faker       | Gumayusi    | Keria       | Bengi        |
| T1                               | Zeus        | Oner        | Faker       | Gumayusi    | Asper       | Moment       |
| DWG KIA                          | Nuguri      | Canyon      | ShowMaker   | deokdam     | Kellin      | Daeny        |
| DWG KIA                          | Burdol      | Canyon      | ShowMaker   | deokdam     | Kellin      | Zefa         |
| DRX                              | Kingen      | Pyosik      | Zeka        | Deft        | BeryL       | Ssong        |
| DRX                              | Kingen      | Juhan       | Zeka        | Deft        | BeryL       | Ssong        |
| Europa (LEC)                     |             |             |             |             |             |              |
| Rogue                            | Odoamne     | Malrang     | Larssen     | Comp        | Trymbi      | fredy122     |
| G2 Esports                       | BrokenBlade | Jankos      | caPs        | Flakked     | Targamas    | Dylan Falco  |
| Fnatic                           | Wunder      | Razork      | Humanoid    | Upset       | Hylissang   | YamatoCannon |
| Fnatic                           | Wunder      | Razork      | Humanoid    | Upset       | Rhuckz      | YamatoCannon |
| MAD Lions                        | Armut       | Elyoya      | Nisqy       | UNF0RGIVEN  | Kaiser      | Mac          |
| América do Norte (LCS)           |             |             |             |             |             |              |
| Cloud9                           | Fudge       | Blaber      | Jensen      | Berserker   | Zven        | Max Waldo    |
| Cloud9                           | Fudge       | Blaber      | Jensen      | Berserker   | Zven        | Zeyzal       |
| 100 Thieves                      | Ssumday     | Closer      | Abbedagge   | FBI         | huhi        | Reapered     |
| Evil Geniuses                    | Impact      | Inspired    | jojopyun    | Kaori       | Vulcan      | Rigby        |
| Evil Geniuses                    | Impact      | Inspired    | jojopyun    | Danny       | Vulcan      | Turtle       |
| Taiwan/Hong Kong/Macau/SEA (PCS) |             |             |             |             |             |              |
| CTBC Flying Oyster               | Rest        | Gemini      | Mission     | Atlen       | Koala       | Achie        |
| CTBC Flying Oyster               | Rest        | Gemini      | Mission     | Shunn       | Koala       | Achie        |
| Beyond Gaming                    | Liang       | HuSha       | Minji       | Wako        | Kino        | Benny        |
| Beyond Gaming                    | Likai       | HuSha       | SeNBon      | Wako        | Kino        | Wulala       |
| Vietnã (VCS)                     |             |             |             |             |             |              |
| GAM Esports                      | Kiaya       | Levi        | Kati        | Sty1e       | Bie         | JackieWind   |
| GAM Esports                      | Kiaya       | TomRio      | Kati        | Sty1e       | Bie         | JackieWind   |
| Saigon Buffalo                   | Hasmed      | BeanJ       | Froggy      | Shogun      | Taki        | Ren          |
| Saigon Buffalo                   | Hasmed      | BeanJ       | Froggy      | Shogun      | Taki        | Ciel         |
| América Latina (LLA)             |             |             |             |             |             |              |
| Isurus                           | ADD         | Grell       | Seiya       | Gavotto     | Jelly       | Ukkyr        |
| Brasil (CBLOL)                   |             |             |             |             |             |              |
| LOUD                             | Robo        | Croc        | tinowns     | Brance      | Ceos        | Von          |
| Japão (LJL)                      |             |             |             |             |             |              |
| Detonation FocusMe               | Evi         | Steal       | Yaharong    | Yutapon     | Harp        | Ceros        |
| Detonation FocusMe               | Evi         | Steal       | Yaharong    | Yutapon     | Harp        | Kazu         |
| Oceania (LCO)                    |             |             |             |             |             |              |
| The Chiefs                       | Topoon      | Arthur      | Tally       | Raes        | Aladoric    | Babip        |
| Turquia (TCL)                    |             |             |             |             |             |              |
| İstanbul Wildcats                | StarScreen  | Ferret      | Serin       | HolyPhoenix | Farfetch    | TheQep       |

## Locais
Cidade do México, Nova York, Atlanta e São Francisco foram as quatro cidades escolhidas para sediar o torneio. 
| México                | Estados Unidos                    | Estados Unidos                  | Estados Unidos                  |
| Cidade do México      | Nova York                         | Atlanta                         | São Francisco                   |
| --------------------- | --------------------------------- | ------------------------------- | ------------------------------- |
| Fase de entrada       | Fase de grupos & Quartas de final | Semifinais                      | Final                           |
| Arena Esports Stadium | Hulu Theater                      | State Farm Arena                | Chase Center                    |
| Capacidade: 100       | Capacidade: 5,600                 | Capacidade: 21,000              | Capacidade: 18,060              |
| Cidade do México      | Nova York Atlanta São Francisco   | Nova York Atlanta São Francisco | Nova York Atlanta São Francisco |

## Fase de entrada

### Grupos da fase de entrada
- Data: 29 de setembro – 2 de outubro
- Doze equipes são sorteadas para dois grupos, com seis equipes em cada grupo baseado nos potes. As duas equipes da LEC não podem ser colocadas no mesmo grupo.
- Rodada única, todas as partidas são em melhor de um.
- Se as equipes tiverem o mesmo histórico de vitórias e derrotas no final dos grupos da fase de entrada, as partidas de desempate são jogadas. Um empate de duas vias não é quebrado pelos resultados do confronto direto que essas equipes jogaram, no entanto, a equipe que venceu no confronto direto recebe a seleção de lado no jogo de desempate.
- As equipes líderes de cada grupo se qualificam automaticamente para a fase de grupos do evento principal, enquanto o 2º ao 4º lugar de cada grupo disputam as eliminatórias da fase de entrada e o 2º lugar recebe um avanço para o jogo 2. Os dois últimos times são eliminados.

#### Grupo A
| 1 | Fnatic             | 4 | 1 |   |   | FNC |   | V | D | V | V | V |
| 2 | Evil Geniuses      | 3 | 2 | V | V | EG  | D |   | V | D | V | V |
| 3 | LOUD               | 3 | 2 |   | D | LLL | V | D |   | V | D | V |
| 4 | DetonatioN FocusMe | 3 | 2 | D |   | DFM | D | V | D |   | V | V |
| 5 | Beyond Gaming      | 2 | 3 |   |   | BYG | D | D | V | D |   | V |
| 6 | The Chiefs         | 0 | 5 |   |   | CHF | D | D | D | D | D |   |

| Data  | Jogo | Lado azul | Resultado | Resultado | Lado vermelho |
| ----- | ---- | --------- | --------- | --------- | ------------- |
| 29/10 | 1    | FNC       | V         | D         | EG            |
| 29/10 | 2    | LLL       | D         | V         | BYG           |
| 29/10 | 3    | CHF       | D         | V         | FNC           |
| 29/10 | 4    | DFM       | D         | V         | LLL           |
| 30/10 | 5    | FNC       | V         | D         | DFM           |
| 30/10 | 6    | EG        | V         | D         | LLL           |
| 30/10 | 7    | DFM       | V         | D         | CHF           |
| 30/10 | 8    | EG        | V         | D         | BYG           |
| 01/10 | 9    | LLL       | V         | D         | FNC           |
| 01/10 | 10   | BYG       | D         | V         | DFM           |
| 01/10 | 11   | EG        | V         | D         | CHF           |
| 01/10 | 12   | CHF       | D         | V         | BYG           |
| 02/10 | 13   | BYG       | D         | V         | FNC           |
| 02/10 | 14   | LLL       | V         | D         | CHF           |
| 02/10 | 15   | DFM       | V         | D         | EG            |
| 02/10 | DE1  | EG        | V         | D         | DFM           |
| 02/10 | DE2  | LLL       | D         | V         | EG            |

Evil Geniuses, LOUD e DetonatioN FocusMe estavam em um empate de três vias pelo segundo lugar no final da fase de grupos. Como a colocação nas partidas de desempate subsequentes foi determinada pelo tempo de jogo combinado das vitórias de cada equipe, a LOUD recebeu um salto para a segunda partida de desempate por ter o menor tempo total de jogo.

#### Grupo B
| 1 | DRX                 | 5 | 0 | DRX |   | V | V | V | V | V |
| 2 | Royal Never Give Up | 4 | 1 | RNG | D |   | V | V | V | V |
| 3 | MAD Lions           | 3 | 2 | MAD | D | D |   | V | V | V |
| 4 | Saigon Buffalo      | 2 | 3 | SGB | D | D | D |   | V | V |
| 5 | Isurus              | 1 | 4 | ISG | D | D | D | D |   | V |
| 6 | İstanbul Wildcats   | 0 | 5 | IW  | D | D | D | D | D |   |

| Data  | Jogo | Lado azul | Resultado | Resultado | Lado vermelho |
| ----- | ---- | --------- | --------- | --------- | ------------- |
| 29/09 | 1    | ISG       | D         | V         | MAD           |
| 29/09 | 2    | MAD       | V         | D         | IW            |
| 29/09 | 3    | SGB       | V         | D         | IW            |
| 29/09 | 4    | DRX       | V         | D         | RNG           |
| 30/09 | 5    | SGB       | V         | D         | ISG           |
| 30/09 | 6    | DRX       | V         | D         | SGB           |
| 30/09 | 7    | MAD       | D         | V         | RNG           |
| 30/09 | 8    | IW        | D         | V         | DRX           |
| 01/10 | 9    | MAD       | V         | D         | SGB           |
| 01/10 | 10   | RNG       | V         | D         | ISG           |
| 01/10 | 11   | RNG       | V         | D         | IW            |
| 01/10 | 12   | ISG       | D         | V         | DRX           |
| 02/10 | 13   | IW        | D         | V         | ISG           |
| 02/10 | 14   | DRX       | V         | D         | MAD           |
| 02/10 | 15   | RNG       | V         | D         | SGB           |

### Eliminatórias da fase de entrada
- Data e horário: 3 – 4 de outubro
- Formato de rei da colina com dois ramos. As equipes em 3º lugar da fase de grupos enfrentam equipes em 4º lugar do mesmo grupo na partida 1. O vencedor jogará contra a equipe em 2º lugar do outro grupo na partida 2. Eliminação simples. Todas as partidas são em melhor de cinco.  A equipe do primeiro lugar escolhe o lado para todos os jogos de número ímpar, enquanto o time do último lugar escolhe o lado dos jogos de número par.
- Os vencedores da partida 2 em cada ramo avançam para a fase de grupos do evento principal.

#### Ramo A2-B3-B4
|  | Partida 1 | Partida 1      | Partida 1 |  |  | Partida 2 | Partida 2     | Partida 2 |
|  |           |                |           |  |  |           |               |           |
|  |           |                |           |  |  | A2        | Evil Geniuses | 3         |
|  | B3        | MAD Lions      | 3         |  |  | B3        | MAD Lions     | 0         |
|  | B4        | Saigon Buffalo | 1         |  |  |           |               |           |

##### Partida 1
- Data: 3 de outubro

| Pos. | Equipe         | ID  | Resultado |
| ---- | -------------- | --- | --------- |
| B3   | MAD Lions      | MAD | 3         |
| B4   | Saigon Buffalo | SGB | 1         |

| Jogo | Lado azul | Resultado | Resultado | Lado vermelho |
| ---- | --------- | --------- | --------- | ------------- |
| 1    | MAD       | V         | D         | SGB           |
| 2    | MAD       | D         | V         | SGB           |
| 3    | SGB       | D         | V         | MAD           |
| 4    | SGB       | D         | V         | MAD           |
| 5    | X         | –         | –         | X             |

##### Partida 2
- Data: 4 de outubro

| Pos. | Equipe        | ID  | Resultado |
| ---- | ------------- | --- | --------- |
| A2   | Evil Geniuses | EG  | 3         |
| B3   | MAD Lions     | MAD | 0         |

| Jogo | Lado azul | Resultado | Resultado | Lado vermelho |
| ---- | --------- | --------- | --------- | ------------- |
| 1    | EG        | V         | D         | MAD           |
| 2    | MAD       | D         | V         | EG            |
| 3    | EG        | V         | D         | MAD           |
| 4    | X         | –         | –         | X             |
| 5    | X         | –         | –         | X             |

#### Ramo B2-A3-A4
|  | Partida 1 | Partida 1          | Partida 1 |  |  | Partida 2 | Partida 2           | Partida 2 |
|  |           |                    |           |  |  |           |                     |           |
|  |           |                    |           |  |  | B2        | Royal Never Give Up | 3         |
|  | A3        | LOUD               | 1         |  |  | A4        | DetonatioN FocusMe  | 1         |
|  | A4        | DetonatioN FocusMe | 3         |  |  |           |                     |           |

##### Partida 1
- Data: 3 de outubro

| Pos. | Equipe             | ID  | Resultado |
| ---- | ------------------ | --- | --------- |
| A3   | LOUD               | LLL | 1         |
| A4   | DetonatioN FocusMe | DFM | 3         |

| Jogo | Lado azul | Resultado | Resultado | Lado vermelho |
| ---- | --------- | --------- | --------- | ------------- |
| 1    | LLL       | V         | D         | DFM           |
| 2    | DFM       | V         | D         | LLL           |
| 3    | LLL       | D         | V         | DFM           |
| 4    | LLL       | D         | V         | DFM           |
| 5    | X         | –         | –         | X             |

##### Partida 2
- Data: 4 de outubro

| Pos. | Equipe              | ID  | Resultado |
| ---- | ------------------- | --- | --------- |
| B2   | Royal Never Give Up | RNG | 3         |
| A4   | DetonatioN FocusMe  | DFM | 1         |

| Jogo | Lado azul | Resultado | Resultado | Lado vermelho |
| ---- | --------- | --------- | --------- | ------------- |
| 1    | RNG       | D         | V         | DFM           |
| 2    | RNG       | V         | D         | DFM           |
| 3    | RNG       | V         | D         | DFM           |
| 4    | DFM       | D         | V         | RNG           |
| 5    | X         | –         | –         | X             |

## Fase de grupos
- Data: 7 – 16 de outubro
- Dezesseis equipes são sorteadas para quatro grupos, com quatro equipes em cada grupo baseado nos potes. Equipes de mesma região não podem ser colocadas em um mesmo grupo.
  - Em um cenário em que ambas as equipes da LEC, Fnatic e MAD Lions, avançam para a fase de grupos, o 4º classificado não estará sujeito à regra que impede um grupo de ter mais do que uma equipa da mesma região.[6]
  - Em um cenário em que uma das equipes do LEC for eliminada da competição durante a fase de entrada, a regra permanecerá em vigor.
- Rodízio duplo (ou ida e volta), todas as partidas são em melhor de um.
- Se as equipes tiverem o mesmo histórico de vitórias-derrotas e confronto direto, as partidas de desempate serão disputadas pelo primeiro ou segundo lugar. Se houver mais de 2 equipes, a colocação de desempate é baseada nos tempos combinados dos jogos vitoriosos das equipes.
- As duas melhores equipes avançam para a fase eliminatória. As duas últimas equipes são eliminadas.

### Grupo A
| 1 | T1            | 5 | 1 | T1  |     | 2–0 | 1–1 | 2–0 |
| 2 | Edward Gaming | 4 | 2 | EDG | 0–2 |     | 2–0 | 2–0 |
| 3 | Fnatic        | 2 | 4 | FNC | 1–1 | 0–2 |     | 1–1 |
| 4 | Cloud9        | 1 | 5 | C9  | 0–2 | 0–2 | 1–1 |     |

| Data  | Jogo | Lado azul | Resultado | Resultado | Lado vermelho |
| ----- | ---- | --------- | --------- | --------- | ------------- |
| 07/10 | 1    | C9        | D         | V         | FNC           |
| 07/10 | 2    | T1        | V         | D         | EDG           |
| 08/10 | 3    | FNC       | V         | D         | T1            |
| 08/10 | 4    | EDG       | V         | D         | C9            |
| 09/10 | 5    | EDG       | V         | D         | FNC           |
| 09/10 | 6    | C9        | D         | V         | T1            |
| 13/10 | 7    | FNC       | D         | V         | C9            |
| 13/10 | 8    | T1        | V         | D         | FNC           |
| 13/10 | 9    | C9        | D         | V         | EDG           |
| 13/10 | 10   | FNC       | D         | V         | EDG           |
| 13/10 | 11   | T1        | V         | D         | C9            |
| 13/10 | 12   | EDG       | D         | V         | T1            |

### Grupo B
| 1 | JD Gaming     | 5 | 1 | V | JDG |     | 1–1 | 2–0 | 2–0 |
| 2 | DWG KIA       | 5 | 1 | D | DK  | 1–1 |     | 2–0 | 2–0 |
| 3 | Evil Geniuses | 1 | 5 |   | EG  | 0–2 | 0–2 |     | 1–1 |
| 3 | G2 Esports    | 1 | 5 |   | G2  | 0–2 | 0–2 | 1–1 |     |

| Data  | Jogo | Lado azul | Resultado | Resultado | Lado vermelho |
| ----- | ---- | --------- | --------- | --------- | ------------- |
| 07/10 | 1    | G2        | D         | V         | DK            |
| 07/10 | 2    | JDG       | V         | D         | EG            |
| 08/10 | 3    | EG        | D         | V         | G2            |
| 08/10 | 4    | DK        | D         | V         | JDG           |
| 10/10 | 5    | JDG       | V         | D         | G2            |
| 10/10 | 6    | DK        | V         | D         | EG            |
| 14/10 | 7    | G2        | D         | V         | EG            |
| 14/10 | 8    | EG        | D         | V         | JDG           |
| 14/10 | 9    | DK        | V         | D         | G2            |
| 14/10 | 10   | G2        | D         | V         | JDG           |
| 14/10 | 11   | EG        | D         | V         | DK            |
| 14/10 | 12   | JDG       | D         | V         | DK            |
| 14/10 | DE   | JDG       | V         | D         | DK            |

### Grupo C
| 1 | DRX         | 4 | 2 | V | DRX |     | 1–1 | 1–1 | 2–0 |
| 2 | Rogue       | 4 | 2 | D | RGE | 1–1 |     | 1–1 | 2–0 |
| 3 | Top Esports | 3 | 3 |   | TES | 1–1 | 1–1 |     | 1–1 |
| 4 | GAM Esports | 1 | 5 |   | GAM | 0–2 | 0–2 | 1–1 |     |

| Data  | Jogo | Lado azul | Resultado | Resultado | Lado vermelho |
| ----- | ---- | --------- | --------- | --------- | ------------- |
| 08/10 | 1    | RGE       | V         | D         | DRX           |
| 08/10 | 2    | TES       | V         | D         | GAM           |
| 09/10 | 3    | GAM       | D         | V         | RGE           |
| 09/10 | 4    | DRX       | V         | D         | TES           |
| 10/10 | 5    | RGE       | V         | D         | TES           |
| 10/10 | 6    | GAM       | D         | V         | DRX           |
| 15/10 | 7    | RGE       | V         | D         | GAM           |
| 15/10 | 8    | GAM       | V         | D         | TES           |
| 15/10 | 9    | DRX       | V         | D         | RGE           |
| 15/10 | 10   | DRX       | V         | D         | GAM           |
| 15/10 | 11   | TES       | V         | D         | RGE           |
| 15/10 | 12   | TES       | V         | D         | DRX           |
| 15/10 | DE   | DRX       | V         | D         | RGE           |

### Grupo D
| 1 | Gen.G               | 5 | 1 | V | GEN |     | 1–1 | 2–0 | 2–0 |
| 2 | Royal Never Give Up | 5 | 1 | D | RNG | 1–1 |     | 2–0 | 2–0 |
| 3 | 100 Thieves         | 1 | 5 |   | 100 | 0–2 | 0–2 |     | 1–1 |
| 3 | CTBC Flying Oyster  | 1 | 5 |   | CFO | 0–2 | 0–2 | 1–1 |     |

| Data  | Jogo | Lado azul | Resultado | Resultado | Lado vermelho |
| ----- | ---- | --------- | --------- | --------- | ------------- |
| 07/10 | 1    | CFO       | V         | D         | 100           |
| 07/10 | 2    | GEN       | D         | V         | RNG           |
| 09/10 | 3    | 100       | D         | V         | GEN           |
| 09/10 | 4    | RNG       | V         | D         | CFO           |
| 10/10 | 5    | 100       | D         | V         | RNG           |
| 10/10 | 6    | GEN       | V         | D         | CFO           |
| 16/10 | 7    | 100       | V         | D         | CFO           |
| 16/10 | 8    | CFO       | D         | V         | GEN           |
| 16/10 | 9    | RNG       | V         | D         | 100           |
| 16/10 | 10   | GEN       | V         | D         | 100           |
| 16/10 | 11   | CFO       | D         | V         | RNG           |
| 16/10 | 12   | RNG       | D         | V         | GEN           |
| 16/10 | DE   | GEN       | V         | D         | RNG           |

## Eliminatórias
- Data: 20 de outubro – 5 de novembro

- Oito equipes da fase de grupos são sorteadas em uma chave de eliminação simples.

- Todas as partidas são em melhor de cinco.

- O primeiro colocado de cada grupo é sorteado contra o segundo colocado de um grupo diferente.

- A equipe em primeiro lugar escolhe o lado para os primeiros jogos, o perdedor do jogo anterior escolhe o lado para o próximo jogo.

- As equipes do mesmo grupo estarão em lados opostos da chave, o que significa que não podem jogar entre si até as finais.

|  | Quartas de final | Quartas de final    | Quartas de final |     |    | Semifinais | Semifinais | Semifinais |  |  | Final | Final | Final |  |
|  |                  |                     |                  |     |    |            |            |            |  |  |       |       |       |  |
|  | B1               | JD Gaming           | 3                |     |    |            |            |            |  |  |       |       |       |  |
|  | B1               | JD Gaming           | 3                |     |    |            |            |            |  |  |       |       |       |  |
|  | C2               | Rogue               | 0                |     |    |            |            |            |  |  |       |       |       |  |
|  | C2               | Rogue               | 0                |     | B1 | JD Gaming  | 1          |            |  |  |       |       |       |  |
|  |                  |                     |                  |     | B1 | JD Gaming  | 1          |            |  |  |       |       |       |  |
|  |                  |                     | A1               | T1  | 3  |            |            |            |  |  |       |       |       |  |
|  | A1               | T1                  | A1               | T1  | 3  | 3          |            |            |  |  |       |       |       |  |
|  | A1               | T1                  |                  |     |    |            |            |            |  |  |       |       |       |  |
|  | D2               | Royal Never Give Up | 0                |     |    |            |            |            |  |  |       |       |       |  |
|  | D2               | Royal Never Give Up | 0                |     | A1 | T1         | 2          |            |  |  |       |       |       |  |
|  |                  |                     |                  |     |    |            |            |            |  |  |       |       |       |  |
|  |                  |                     | C1               | DRX | 3  |            |            |            |  |  |       |       |       |  |
|  | D1               | Gen.G               | C1               | DRX | 3  | 3          |            |            |  |  |       |       |       |  |
|  | D1               | Gen.G               |                  |     |    |            |            |            |  |  |       |       |       |  |
|  | B2               | DWG KIA             | 2                |     |    |            |            |            |  |  |       |       |       |  |
|  | B2               | DWG KIA             | 2                |     | D1 | Gen.G      | 1          |            |  |  |       |       |       |  |
|  |                  |                     |                  |     | D1 | Gen.G      | 1          |            |  |  |       |       |       |  |
|  |                  |                     | C1               | DRX | 3  |            |            |            |  |  |       |       |       |  |
|  | C1               | DRX                 | C1               | DRX | 3  | 3          |            |            |  |  |       |       |       |  |
|  | C1               | DRX                 |                  |     |    |            |            |            |  |  |       |       |       |  |
|  | A2               | Edward Gaming       | 2                |     |    |            |            |            |  |  |       |       |       |  |

### Quartas de final
- Os vencedores avançam para as semifinais.

#### Partida 1
- Data: 20 de outubro

| Pos. | Equipe    | ID  | Resultado |
| ---- | --------- | --- | --------- |
| B1   | JD Gaming | JDG | 3         |
| C2   | Rogue     | RGE | 0         |

| Jogo | Lado azul | Resultado | Resultado | Lado vermelho |
| ---- | --------- | --------- | --------- | ------------- |
| 1    | JDG       | V         | D         | RGE           |
| 2    | RGE       | D         | V         | JDG           |
| 3    | RGE       | D         | V         | JDG           |
| 4    | X         | –         | –         | X             |
| 5    | X         | –         | –         | X             |

#### Partida 2
- Data: 21 de outubro

| Pos. | Equipe              | ID  | Resultado |
| ---- | ------------------- | --- | --------- |
| A1   | T1                  | T1  | 3         |
| D2   | Royal Never Give Up | RNG | 0         |

| Jogo | Lado azul | Resultado | Resultado | Lado vermelho |
| ---- | --------- | --------- | --------- | ------------- |
| 1    | T1        | V         | D         | RNG           |
| 2    | RNG       | D         | V         | T1            |
| 3    | RNG       | D         | V         | T1            |
| 4    | X         | –         | –         | X             |
| 5    | X         | –         | –         | X             |

#### Partida 3
- Data: 22 de outubro

| Pos. | Equipe  | ID  | Resultado |
| ---- | ------- | --- | --------- |
| D1   | Gen.G   | GEN | 3         |
| B2   | DWG KIA | DK  | 2         |

| Jogo | Lado azul | Resultado | Resultado | Lado vermelho |
| ---- | --------- | --------- | --------- | ------------- |
| 1    | GEN       | V         | D         | DK            |
| 2    | DK        | D         | V         | GEN           |
| 3    | DK        | V         | D         | GEN           |
| 4    | GEN       | D         | V         | DK            |
| 5    | GEN       | V         | D         | DK            |

#### Partida 4
- Data: 23 de outubro

| Pos. | Equipe        | ID  | Resultado |
| ---- | ------------- | --- | --------- |
| C1   | DRX           | DRX | 3         |
| A2   | Edward Gaming | EDG | 2         |

| Jogo | Lado azul | Resultado | Resultado | Lado vermelho |
| ---- | --------- | --------- | --------- | ------------- |
| 1    | DRX       | D         | V         | EDG           |
| 2    | DRX       | D         | V         | EDG           |
| 3    | DRX       | V         | D         | EDG           |
| 4    | EDG       | D         | V         | DRX           |
| 5    | EDG       | D         | V         | DRX           |

### Semifinais
- Os vencedores avançam para a final.

#### Partida 1
- Data: 29 de outubro

| Equipe    | ID  | Resultado |
| --------- | --- | --------- |
| JD Gaming | JDG | 1         |
| T1        | T1  | 3         |

| Jogo | Lado azul | Resultado | Resultado | Lado vermelho |
| ---- | --------- | --------- | --------- | ------------- |
| 1    | T1        | D         | V         | JDG           |
| 2    | T1        | V         | D         | JDG           |
| 3    | JDG       | D         | V         | T1            |
| 4    | JDG       | D         | V         | T1            |
| 5    | X         | –         | –         | X             |

#### Partida 2
- Data: 30 de outubro

| Equipe | ID  | Resultado |
| ------ | --- | --------- |
| Gen.G  | GEN | 1         |
| DRX    | DRX | 3         |

| Jogo | Lado azul | Resultado | Resultado | Lado vermelho |
| ---- | --------- | --------- | --------- | ------------- |
| 1    | GEN       | V         | D         | DRX           |
| 2    | DRX       | V         | D         | GEN           |
| 3    | GEN       | D         | V         | DRX           |
| 4    | GEN       | D         | V         | DRX           |
| 5    | X         | –         | –         | X             |

### Final
- Data: 5 de novembro
- Os membros da equipe vencedora levantarão a Taça do Invocador (em inglês: Summoner's Cup), ganhando o título de Campeões Mundiais de League of Legends de 2022.

| Equipe | ID  | Resultado |
| ------ | --- | --------- |
| T1     | T1  | 2         |
| DRX    | DRX | 3         |

| Jogo | Lado azul | Resultado | Resultado | Lado vermelho |
| ---- | --------- | --------- | --------- | ------------- |
| 1    | T1        | V         | D         | DRX           |
| 2    | DRX       | V         | D         | T1            |
| 3    | T1        | V         | D         | DRX           |
| 4    | DRX       | V         | D         | T1            |
| 5    | T1        | D         | V         | DRX           |

## Classificação final

### Classificação das equipes
- (*) Não inclui os jogos de desempate.

| Colocação | Liga  | Equipe               | GFE | EFE1  | EFE2          | FG         | QF         | SF            | Final      | Premiação (%) | Premiação (USD) |
| --------- | ----- | -------------------- | --- | ----- | ------------- | ---------- | ---------- | ------------- | ---------- | ------------- | --------------- |
| 1º        | LCK   | DRX*                 | 5–0 | –     | –             | 4–2        | 3–2        | 3–1           | 3–2        | 22%           | US$ 489.500     |
| 2º        | LCK   | T1                   | –   | –     | –             | 5–1        | 3–0        | 3–1           | 2–3        | 15%           | US$ 333.750     |
| 3º–4º     | LCK   | Gen.G*               | –   | –     | –             | 5–1        | 3–2        | 1–3           |            | 8%            | US$ 178.000     |
| 3º–4º     | LPL   | JD Gaming*           | –   | –     | –             | 5–1        | 3–0        | 1–3           |            | 8%            | US$ 178.000     |
| 5º–8º     | LCK   | DWG KIA*             | –   | –     | –             | 5–1        | 2–3        |               | 4,5%       | US$ 100.125   |                 |
| 5º–8º     | LPL   | Edward Gaming        | –   | –     | –             | 4–2        | 2–3        |               | 4,5%       | US$ 100.125   |                 |
| 5º–8º     | LEC   | Rogue*               | –   | –     | –             | 4–2        | 0–3        |               | 4,5%       | US$ 100.125   |                 |
| 5º–8º     | LPL   | Royal Never Give Up* | 4–1 | –     | 3–1           | 5–1        | 0–3        |               | 4,5%       | US$ 100.125   |                 |
| 9º–10º    | LEC   | Fnatic               | 4–1 | –     | –             | 2–4        |            | 2,5%          | US$ 55.625 |               |                 |
| 9º–10º    | LPL   | Top Esports          | –   | –     | –             | 3–3        |            | 2,5%          | US$ 55.625 |               |                 |
| 11º–14º   | LCS   | 100 Thieves          | –   | –     | –             | 1–5        | 2,375%     | US$ 52.843,75 |            |               |                 |
| 11º–14º   | PCS   | CTBC Flying Oyster   | –   | –     | –             | 1–5        | 2,375%     | US$ 52.843,75 |            |               |                 |
| 11º–14º   | LCS   | Evil Geniuses*       | 3–2 | –     | 3–0           | 1–5        | 2,375%     | US$ 52.843,75 |            |               |                 |
| 11º–14º   | LEC   | G2 Esports           | –   | –     | –             | 1–5        | 2,375%     | US$ 52.843,75 |            |               |                 |
| 15º–16º   | LCS   | Cloud9               | –   | –     | –             | 1–5        | 2,25%      | US$ 50.062,50 |            |               |                 |
| 15º–16º   | VCS   | GAM Esports          | –   | –     | –             | 1–5        | 2,25%      | US$ 50.062,50 |            |               |                 |
| 17º–18º   | LJL   | DetonatioN FocusMe*  | 3–2 | 3–1   | 1–3           |            | 1,75%      | US$ 38.937,50 |            |               |                 |
| 17º–18º   | LEC   | MAD Lions            | 3–2 | 3–1   | 0–3           |            | 1,75%      | US$ 38.937,50 |            |               |                 |
| 19º–20º   | CBLOL | LOUD*                | 3–2 | 1–3   |               | 1,5%       | US$ 33.375 |               |            |               |                 |
| 19º–20º   | VCS   | Saigon Buffalo       | 2–3 | 1–3   |               | 1,5%       | US$ 33.375 |               |            |               |                 |
| 21º–22º   | PCS   | Beyond Gaming        | 2–3 |       | 1%            | US$ 22.250 |            |               |            |               |                 |
| 21º–22º   | LLA   | Isurus               | 1–4 |       | 1%            | US$ 22.250 |            |               |            |               |                 |
| 23º–24º   | LCO   | The Chiefs           | 0–5 | 0,75% | US$ 16.687,50 |            |            |               |            |               |                 |
| 23º–24º   | TCL   | Istanbul Wildcats    | 0–5 | 0,75% | US$ 16.687,50 |            |            |               |            |               |                 |

### Classificação das regiões
- A classificação regional é a base para a Riot Games decidir o número de vagas e potes de cada região nos próximos eventos de MSI e Mundial.

- A proporção de vitórias é determinada pelo número de jogos ganhos em comparação com o número de jogos disputados.
- As vitórias nas etapas de chaves são priorizadas.

- (*) Não inclui jogos de desempate.

| Colocação | Região           | Liga  | Equipes | Fase de Entrada           | Fase de Entrada      | Fase de Entrada       | Evento principal                  | Evento principal       | Evento principal      | Evento principal      |
| Colocação | Região           | Liga  | Equipes | Grupos (5 jogos no total) | Eliminatória 1 (Md5) | Eliminatória 2 (Md5)  | Evento principal                  | Evento principal       | Evento principal      | Evento principal      |
| Colocação | Região           | Liga  | Equipes | Grupos (5 jogos no total) | Eliminatória 1 (Md5) | Eliminatória 2 (Md5)  | Fase de Grupos (6 jogos no total) | Quartas de final (Md5) | Semifinais (Md5)      | Final (Md5)           |
| --------- | ---------------- | ----- | ------- | ------------------------- | -------------------- | --------------------- | --------------------------------- | ---------------------- | --------------------- | --------------------- |
| 1º        | Coreia do Sul    | LCK   | 3G+1E   | 1 equipe 5V-0D (100%)     |                      |                       | 4 equipes* 19V-5D (79%)           | 4 equipes 11V-7D (61%) | 3 equipes 7V-5D (58%) | 2 equipes 5V-5D (50%) |
| 2º        | China            | LPL   | 3G+1E   | 1 equipe 4V-1D (80%)      |                      | 1 equipe 3V-1D (75%)  | 4 equipes* 17V-7D (70%)           | 3 equipes 5V-6D (45%)  | 1 equipe 1V-3D (25%)  |                       |
| 3º        | Europa           | LEC   | 2G+2E   | 2 equipes 7V-3D (70%)     | 1 equipe 3V-1D (75%) | 1 equipe 0V-3D (0%)   | 3 equipes* 7V-11D (38%)           | 1 equipe 3V-0D (0%)    |                       |                       |
| 4º        | América do Norte | LCS   | 2G+1E   | 1 equipe* 3V-2D (60%)     |                      | 1 equipe 3V-0D (100%) | 3 equipes 3V-15D (16%)            |                        |                       |                       |
| 5º        | Vietnã           | VCS   | 1G+1E   | 1 equipe 2V-3D (40%)      | 1 equipe 1V-3D (25%) |                       | 1 equipe 1V-5D (16%)              |                        |                       |                       |
| 6º        | TW/HK/MO/SEA     | PCS   | 1G+1E   | 1 equipe 2V-3D (40%)      |                      |                       | 1 equipe 1V-5D (16%)              |                        |                       |                       |
| 7º        | Japão            | LJL   | 1E      | 1 equipe* 3V-2D (60%)     | 1 equipe 3V-1D (75%) | 1 equipe 1V-3D (25%)  |                                   |                        |                       |                       |
| 8º        | Brasil           | CBLOL | 1E      | 1 equipe* 3V-2D (60%)     | 1 equipe 1V-3D (25%) |                       |                                   |                        |                       |                       |
| 9º        | América Latina   | LLA   | 1E      | 1 equipe 1V-4D (20%)      |                      |                       |                                   |                        |                       |                       |
| 10º-11º   | Oceania          | LCO   | 1E      | 1 equipe 0V-5D (0%)       |                      |                       |                                   |                        |                       |                       |
| 10º-11º   | Turquia          | TCL   | 1E      | 1 equipe 0V-5D (0%)       |                      |                       |                                   |                        |                       |                       |